# モスケロ
モスケロ（Mosquero）は、アメリカ合衆国ニューメキシコ州ハーディング郡の村で郡庁所在地。人口は2010年の国勢調査で93人で、2000年の120人より下がってる。

## 地理
モスケロは北緯35度46分35秒 西経103度57分26秒 / 北緯35.77639度 西経103.95722度 (35.776293, -103.957133)に位置している。アメリカ合衆国国勢調査局によると、総面積は2.6 km² (1.0 mi²)、すべて陸地である。

## 人口動勢
以下は2000年の国勢調査における人口統計データである。
基礎データ
- 人口: 120人
- 世帯数: 60世帯
- 家族数: 33家族
- 人口密度: 46.8/km² (120.8/mi²)
- 住居数: 86軒
- 住居密度: 33.5/km² (86.5/mi²）

人種別人口構成
- 白人: 70.00%
- その他の人種: 25.83%
- 混血: 4.17%
- ヒスパニック・ラテン系: 77.50%

世帯と家族（対世帯数）
- 世帯数: 60世帯
- 18歳未満の子供がいる: 16.7%
- 結婚・同居している夫婦: 45.0%
- 未婚・離婚・死別女性が世帯主: 8.3%
- 非家族世帯: 45.0%
- 単身世帯: 41.7%
- 65歳以上の老人1人暮らし: 23.3%
- 平均構成人数
  - 世帯: 2.00人
  - 家族: 2.76人

年齢別人口構成
- 18歳未満: 17.5%
- 18-24歳: 4.2%
- 25-44歳: 20.0%
- 45-64歳: 31.7%
- 65歳以上: 26.7%
- 年齢の中央値: 51歳
- 性比（女性100人あたりの男性の人口）
  - 総人口: 114.3人
  - 18歳以上: 110.6人

収入と家計
- 収入の中央値
  - 世帯: 25,000米ドル
  - 家族: 32,917米ドル
  - 性別
    - 男性: 19,167米ドル
    - 女性: 16,250米ドル
- 人口1人あたり収入: 11,915米ドル
- 貧困線以下
  - 対家族数: 14.6%
  - 対人口: 21.6%
  - 18歳未満: 41.4%
  - 65歳以上: 22.2%